# Вірастюк Роман Ярославович
Рома́н Яросла́вович Вірастю́к (нар. 21 квітня 1968, Івано-Франківськ — пом. 27 липня 2019, Київ) — український спортсмен, штовхальник ядра. Бронзовий призер Чемпіонату Європи в 1994, чотириразовий срібний призер Кубку Європи (1994, 1995, 1999, 2000), посів шосте місце на Олімпіаді в Атланті (1996). Особистий рекорд (21,34 м) встановив 2000 року в Івано-Франківську.
Старший брат українського стронгмена Василя Вірастюка.
Закінчив Івано-Франківський коледж фізичного виховання. Був директором департаменту Міністерства молоді та спорту України.

## Досягнення
| Рік  | Турнір                                       | Місце проведення     | Результат | Примітки |
| ---- | -------------------------------------------- | -------------------- | --------- | -------- |
| 1994 | Європейський Чемпіонат в Закритому Приміщені | Париж, Франція       | 11-ий     |          |
| 1994 | Чемпіонат Європи                             | Гельсінкі, Фінляндія | 3-ій      |          |
| 1995 | Чемпіонат Світу                              | Ґетеборг, Швеція     | 9-ий      |          |
| 1995 | Військові Світові Ігри                       | Рим, Італія          | 2-ге      |          |
| 1996 | Олімпійські Ігри                             | Атланта,США          | 6-ий      | 20.45 м  |
| 1997 | Чемпіонат Світу                              | Афіни, Греція        | 6-ий      |          |
| 1998 | Європейський Чемпіонат в Закритому Приміщені | Валенсія, Іспанія    | 6-ий      |          |
| 1999 | Військові Світові Ігри                       | Загреб, Хорватія     | 2-ий      |          |
| 2000 | Європейський Чемпіонат в Закритому Приміщені | Гент, Бельгія        | 6-ий      |          |
| 2001 | Європейський Чемпіонат в Закритому Приміщені | Лісабон, Португалія  | 12-ий     |          |
| 2002 | Чемпіонат Європи                             | Мюнхен, Німеччина    | 9-ий      | 19.52 м  |
| 2003 | Чемпіонат Світу                              | Париж, Франція       | 9-ий      |          |
| 2003 | Військові Світові Ігри                       | Катанія, Італія      | 2-ий      |          |

## Життєпис
Народився 21 квітня 1968 року в Івано-Франківську. Закінчив СШ № 4 в Івано-Франківську. У 1980—2005 роках займався легкою атлетикою (штовхання ядра), його тренером був Заслужений тренер України Іван Шарий. Був членом юнацької, юніорської та молодіжної збірних СРСР, посів друге місце на останньому чемпіонаті СРСР 1991 року, завоював Кубок СРСР. 17 разів ставав чемпіоном і 8 — отримував Кубок України.
У 1994 році виборов бронзову нагороду на чемпіонаті Європи, у 1995—2005 був капітаном Олімпійської збірної України. Брав участь в трьох олімпіадах: Атланта (1996), Сідней (2000), Афіни (2004).
Вперше популярності досяг у 1996 році на Олімпіади в Атланті незвичайною поведінкою в секторі на стадіоні, де посів шосте місце. Перед виконанням кидка він кричав «Давай, Ромку, ти зможеш!». Під час останньої спроби він довго налаштовувався, під час чого виділений на поштовх час сплив.
У 2005 році переніс операцію з протезування аорти й аортальних клапанів.
11 липня 2019 року переніс складну операцію, що тривала 20 годин. Помер 27 липня 2019 року у віці 51 року в Києві. Був похований 29 липня на Алеї Слави івано-франківського міського кладовища в селі Чукалівка.  

### Співпраця з Seiko
1996 року, після Олімпіади, Романа запросила до Японії компанія Seiko. Там історію про його участь в Олімпіаді зняли документальний фільм, який згодом став лавреатом на одному з кінофестивалів. Японські спеціалісти вказували на те, що 30 секунд, виділених на спробу Романові, в нього забрали.

### Чиновник
Після великого спорту Роман керував головним управлінням у справах молоді та спорту Івано-Франківської обладміністрації, на телебаченні вів програми «Олімпійські пристрасті» та «День Олімпіади». З 2016 керував департаментом олімпійських видів спорту в Міністерстві молоді та спорту.
На парламентських виборах 2019 року балотувався за округом № 84 Івано-Франківська, де набравши 11 %, посів 4-те місце.

## Родина
- дружина Ірина
- двоє синів: Роман (займається баскетболом) та Іван
- Батьки Романа були спортсменами. Мати грала у волейбол (виступала за заводську команду), батько грав за сільську футбольну команду.
- Молодший брат — український стронгмен Василь Вірастюк, найсильніша людина планети 2004 року.

## Нагороди
- 19 серпня 2016 — ювілейна медаль «25 років незалежності України».[3]